# فرار از سیاره زمین
فرار از سیاره زمین (به انگلیسی: Escape from Planet Earth) یک پویانمایی رایانه‌ای سه‌بعدی کانادایی در ژانر کمدی-ماجراجویی علمی‌ تخیلی به کارگردانی کال بروکر است که در سال ۲۰۱۳ از سوی واینستین کمپانی در ایالات متحده و آلیانس فیلمز در کانادا منتشر شد. داستان فیلم در خصوص موجود فضایی‌ای است که به سیاره زمین آمده و توسط انسان‌ها دستگیر می‌شود تا روی آنها آزمایش‌هایی صورت گیرد. برادر وی برای نجات او به زمین می‌آید. راب کوردری، برندن فریزر، سارا جسیکا پارکر، ویلیام شاتنر، جسیکا آلبا، جین لینچ، کریگ رابینسون، سوفیا ورگارا و جرج لوپز صداپیشگان این انیمیشن هستند. فرار از سیاره زمین در ۱۵ فوریه ۲۰۱۳ منتشر شد و ۷۴ میلیون دلار فروش رفت.

## داستان
اسکورچ (برندن فریزر) و گری (راب کوردری) دو برادر هستند که در سیاره باب زندگی می‌کنند و مأموریت‌های میان‌ستاره‌ای انجام می‌دهند. اسکورچ در بخش عملیاتی و گری در بخش کنترلی فعالیت می‌کند. یک روز، گری پیغامی از سوی لینا (جسیکا آلبا)، فرمانده کل،  دریافت می‌کند که اسکورچ باید برای انجام یک عملیات به سیاره تاریک (نامی که ساکنین سیاره باب به زمین نسبت داده‌اند) برود. گری با رفتن اسکورچ مخالفت می‌کند، زیرا تا حالا کسی از سیاره تاریک زنده برنگشته‌است. علی‌رغم مخالفت‌های او، اسکورچ عازم سیاره تاریک می‌شود. اسکورچ توسط شانکر، ژنرال بدذات ارتش ایالات متحده دستگیر می‌شود و برای انجام آزمایش به منطقه ۵۱ منتقل می‌شود. گری از این موضوع مطلع می‌شود و برای نجات اسکورچ به زمین سفر می‌کند. او نیز توسط ژنرال شانکر دستگیر و به منطقه ۵۱ برده‌می‌شود. گری و اسکورچ در منطقه ۵۱، با موجودات فضایی دیگری که از سیاره‌های مختلف به زمین آمده‌اند آشنا می‌شوند. آن‌ها اطلاعاتی درباره اهداف و اعمال شوم شانکر در رابطه با تصرف و کنترل زمین با بهره‌برداری از دانش و قدرت فضایی‌ها به گری و اسکورچ می‌دهند. گری و اسکورچ تلاش می‌کنند تا راهی برای مقابله با شانکر و بازگشت به سیاره خودشان پیدا کنند‌.

## صداپیشگان
- برندن فریزر
- سارا جسیکا پارکر
- راب کوردری
- ویلیام شاتنر
- کریگ رابینسون
- جسیکا آلبا
- جرج لوپز
- جین لینچ
- سوفیا ورگارا
- جاناتان مورگان هیت
- ریکی جرویس
- استیو زان

## پیوند
- فرار از سیاره زمین در بانک اطلاعات اینترنتی فیلم‌ها